# هيكتور مورينو
هيكتور ألفريدو مورينو هيريرا (بالإسبانية: Héctor Alfredo Moreno Herrera)‏ (مواليد 17 يناير 1988 في كولياكان) لاعب كرة قدم مكسيكي.

## روابط خارجية
- هيكتور مورينو على موقع الاتحاد الدولي (مؤرشف)  (الإنجليزية)
- هيكتور مورينو على موقع الاتحاد الأوربي (الإنجليزية)
- هيكتور مورينو على موقع قاعدة بيانات كرة القدم.إي يو (الإنجليزية)
- هيكتور مورينو على موقع ليكيب (الفرنسية)
- هيكتور مورينو على موقع ناشيونال فوتبول تيمز (الإنجليزية)
- هيكتور مورينو على موقع Soccerway.com (الإنجليزية)
- هيكتور مورينو على موقع عالم كرة القدم.نت (الإنجليزية)
- هيكتور مورينو على موقع كووورة
- هيكتور مورينو على موقع AS.com (الإسبانية)